# Tomasz Błach
Tomasz Błach (ur. 17 listopada 1964) – polski judoka.
Były zawodnik klubów: TS Gwardia Opole (1982-1992) i SGKS Wybrzeże Gdańsk (1993-1996). Trzykrotny mistrz Polski (1989, 1992, 1993), dwukrotny wicemistrz Polski (1990, 1991) i dwukrotny brązowy medalista mistrzostw Polski (1987, 1988). Startował w kategoriach do 71 kg i do 78 kg.
Brat olimpijczyka Wiesława Błacha. Ojciec judoczki Dominiki Błach.